# Digitacions del violí

Les digitacions del violí és la manera de posar els dits sobre el mànec de l'instrument per produir les notes.

## Descripció general

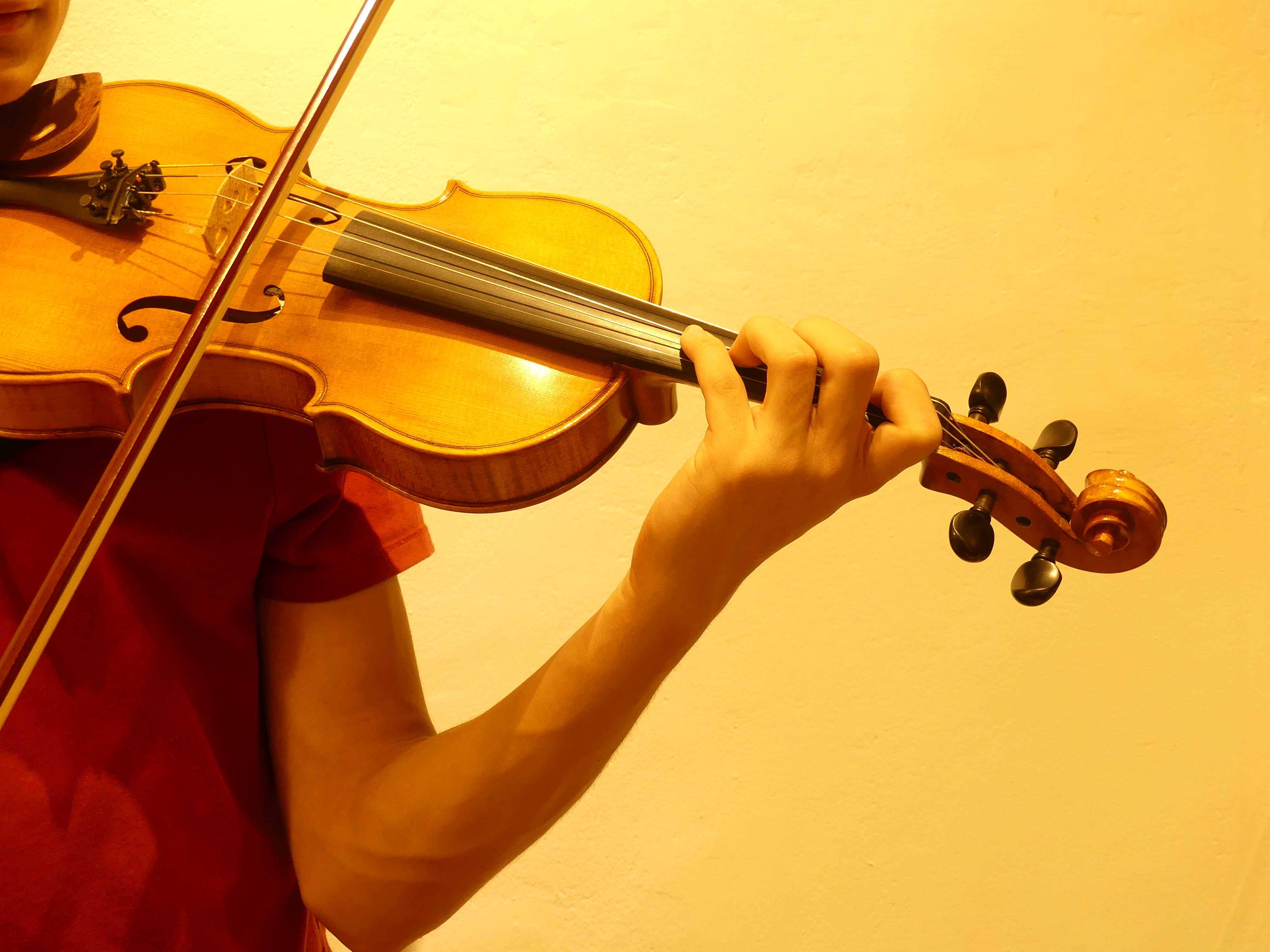
Col·locació dels dits sobre el mànec del violí

Les notes del violí es fan amb l'arquet, que es mou amb la mà dreta fregant les cordes, i amb els dits de la mà esquerra, que les prem contra el mànec. El violí té quatre cordes, afinades per intervals de quintes: Sol, Re, La i MI
Les diferents posicions dels dits de la mà esquerra canvien la longitud de les cordes i produeixen les diferents notes.
Per facilitar la descripció de les posicions dels dits, es numeren de l'1 (índex) fins al 4 (dit petit). El dit gros no compta perquè queda a l'altre cantó del mànec i no toca cap corda.

## Posicions
Els dits poden adoptar diferents posicions en el mànec. Amb la mà situada en la posició més propera a les clavilles (1a posició) es poden tocar gairebé totes les notes, però de vegades, ja sigui perquè es tracta de notes molt agudes, perquè la combinació de dits ho demana, o perquè es vol utilitzar una corda determinada per aprofitar-ne la seva sonoritat específica, el violinista es veu obligat a canviar a altres posicions. En aquest cas, la mà es desplaça cap al centre del violí de manera que el primer dit (índex) se situa on en la 1a posició estava el segon dit. Aleshores s'accedeix al conjunt de notes pròpies dels quatre dits, però una segona més amunt.
Aquest procés es pot repetir, successivament, fins a set posicions, en un ús més habitual, o fins a catorze excepcionalment.
El “canvi” es refereix al desplaçament suau de la mà amunt o avall en el mànec per tal de tocar les notes en una posició diferent.
Quan la música per a violí està escrita en 1a o 3a posició, això indica a on se situarà la mà quan els dits es col·loquen en el mànec
En la música per a estudiants intermedis o avançats, algunes notes demanen que el violinista mogui la mà cap a una posició superior. Si bé les posicions 1a i 3a són les més utilitzades en la música per a violinistes principiants o de nivell mig, s'utilitzen habitualment set posicions. Per a música mes avançada, vuit o més posicions. Normalment, els violinistes professionals no es preocupen tant per les posicions, sinó per trobar la digitació que funcioni millor per a un particular passatge musical.

## Principis del canvi de posició
La definició de ‘canvi de posició' en el violí és el moviment de tota la mà al llarg del mànec per canviar de notes. Seguidament la descripció de la situació i l'ús de les diferents posicions, en l'ordre en que s'utilitzen habitualment
1a posició. És la més bàsica. Tota la música per a principiants es toca en aquesta posició. Aquí, la mà se situa en la part ‘inferior, propera a les clavilles.
3a posició. És la primera nova posició que s'aprèn quan s'accedeix a un nivell intermedi. A la 3a posició, el primer dit canvia a la posició on el tercer dit se situaria tocant en primera posició. Després de la 1a, la 3a és la més habitual, que el violinista utilitza la major part del temps.
5a posició. S'acostuma a estudiar quan l'intèrpret ja domina la 3a posició. S'utilitza en música difícil de nivell mig i avançat. També és comú en la música orquestral. La 5a posició se situa més amunt en el mànec i, depenent del violí, coincideix amb l'inici del cos de l'instrument. Per tocar en 5a posició, cal col·locar el primer dit al lloc on se situava el tercer dit en la 3a posició.
2a posició. Aquesta posició pot resultar una mica confosa, però pot ser de gran utilitat. Part de la dificultat que experimenten els alumnes amb la 2a posició prové del fet que només difereix de la primera en un dit. Normalment, la 2a posició s'utilitza per a evitar encreuaments de cordes i per a poder estirar bé el quart dit. La 2a posició se situa entre la primera i la tercera. Cal col·locar el primer dit on normalment estaria el segon dit en 1a posició.
4a posició. Tot i ser menys comú, també resulta molt útil, especialment en l'estudi de les escales. També s'utilitza quan s'està tocant en 3a posició i es vol ampliar el registre de notes durant un breu període, per tal d'evitar creuaments de cordes. També quan s'està tocant en 5a posició i es vol arribar a una nota que està lleugerament per sota, però sense canviar de corda. La 4a posició se situa entra la 3a i la 5a.
Les posicions 6a i 7a són per a estudiants molt avançats. La 6a té les mateixes digitacions que la 2a, mentre que la 7a té les mateixes que la 3a.
Els canvis de posició s'han d'executar de manera suau, passant amb delicadesa de la nota anterior a la nova. Cal esperar a polsar el dit nou fins que no s'arribi a la destinació final. Si hi ha retard o precipitació, ens trobarem amb notes inesperades. La clau és moure la mà amb rapidesa fins a aterrar a la posició correcta.

## Causes del canvi de posició
Les raons més habituals que ens porten a necessitar un canvi de posició són.
1. La causa més comuna és quan es vol tocar una nota més aguda que el SI (4t dit) de la corda de MI. L'única manera de accedir al registre més agut és canviant la mà esquerra cap a una posició més elevada.
2. Quan es vol evitar el so d'una corda a l'aire. Això pot passar per dues raons:
a) Les cordes a l'aire ressonen més i tenen tendència a sobresortir dins d'un conjunt, cosa que no sempre interessa.
b) És més difícil afegir vibrato a una corda a l'aire. Per exemple, si volem evitar la nota LA com a corda a l'aire, podem tocar-la a la corda de RE (3a posició, segon dit).
3. El vibrato pot sonar dèbil quan es toca amb el quart dit. Una possible solució és canviar de posició, perquè coincideixi amb un dit més fort. Per exemple, la nota SI a la corda de MI es toca amb el quart dit en 1a posició, però, si movem la mà fins a la 3a posició, el podrem tocar amb el segon dit, que és molt més potent.
4. Quan es desitja crear un tipus de so diferent. Cada corda de l'instrument té unes característiques diferents. Per exemple, si toquem una melodia sencera a la corda de SOL, fins i tot si va més amunt de la 1a posició, les notes tindran una so més ric i ple que no pas si la interpretem a la corda de RE. Alguns compositors indiquen a la partitura si la melodia que han escrit s'ha de tocar en una determinada corda. Això condiciona, per tant totes les digitacions.
5. Canviar de posició pot reduir les dificultats tècniques d'un passatge.
6. Encreuament de cordes.
a) Això passa, per exemple, si es vol tocar un FA a la corda de MI, seguit d'un SOL a la corda de RE. Això pot ser problemàtic, perquè hi ha un risc elevat de tocar accidentalment el LA quan s'hi passa pel damunt. En canvi, si toquem el FA a la corda de LA, aquest perill desapareix.
b) Passatges repetitius. Quan una figura musical es repeteix a diferents alçades, por resultar més fàcil canviar tota la mà per mantenir la mateixa digitació. Això pot millorar la facilitat i la rapidesa.